# Aesop Rock

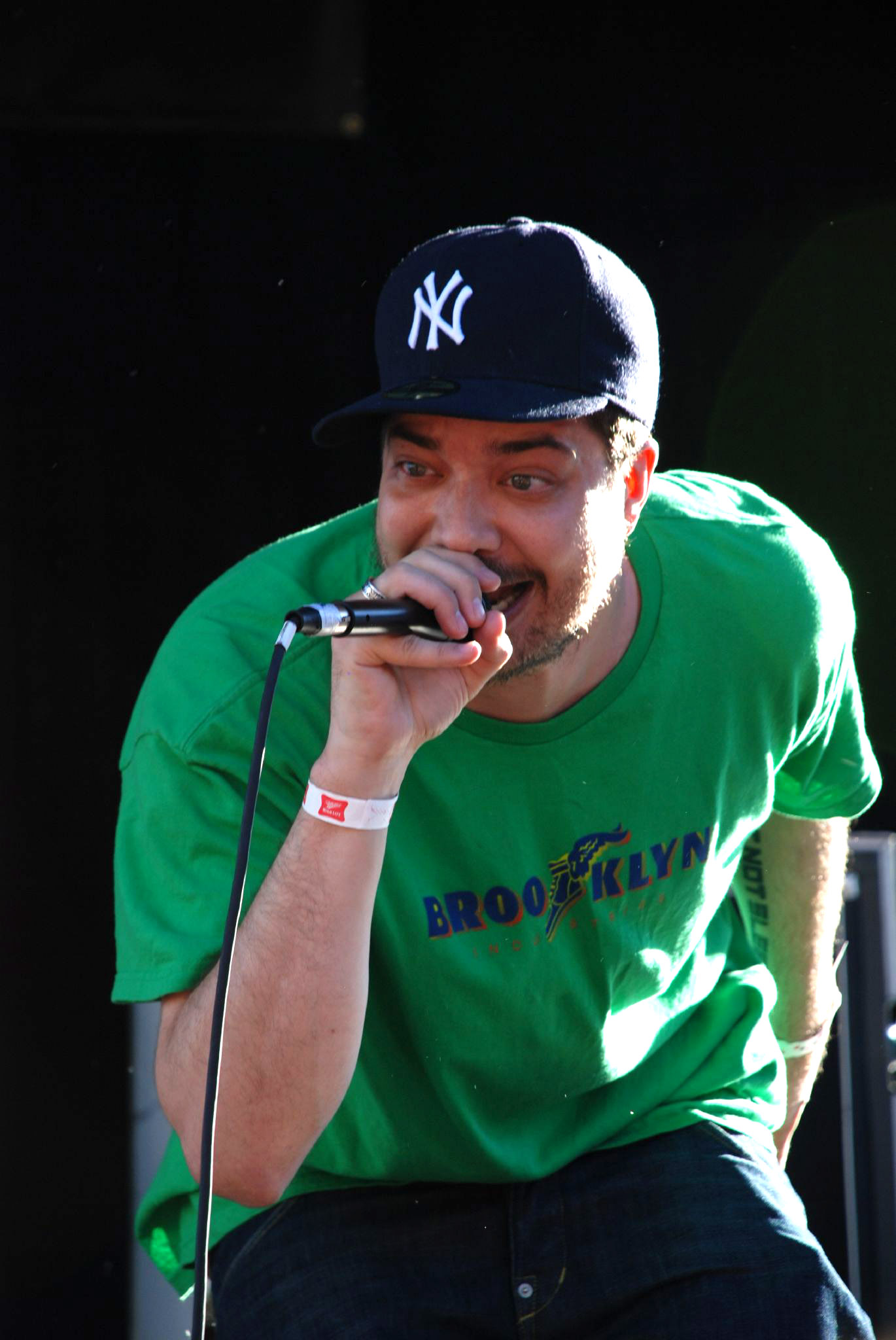
Aesop Rock (2007)

Aesop Rock (bürgerlich Ian Mathias Bavitz; * 5. Juni 1976 auf Long Island, New York) ist ein US-amerikanischer Hip-Hop-Musiker aus New York.

## Biografie
Aesop Rock steht seit seinem Album Labor Days von 2001 bei dem unabhängigen Label Def Jux unter Vertrag. Das Label steht für einen eigenen, oft düsteren, industriell-futuristischen Sound, wobei Aesop Rock musikalisch noch eher auf der zugänglicheren Seite steht. Die Texte sind geprägt von komplexer Metaphorik, die jedoch stets einem Leitfaden folgt. Das Themenspektrum ist breit und umfasst düstere urbane Visionen ebenso wie Geschichten über liebevoll gezeichnete Außenseiter der Gesellschaft oder Hip-Hop-spezifische Themen. Oft finden sich Versatzstücke aus der Popkultur in seinem Werk wieder, was einen Kritiker des Boston Herald zu der Bemerkung veranlasste, „Listening to Aesop Rock is like taking your brain on a futuristic urban hell-ride through pop culture“. Das 2003 veröffentlichte Album Bazooka Tooth hat einen deutlich pessimistischeren Grundton und setzt sich unter anderem mit dem 11. September und der Ermordung des Hip-Hop-Pioniers Jam Master Jay von Run DMC auseinander. Im Februar 2005 folgte die mit einem 80-seitigen Buch herausgegebene EP Fast Cars, Danger, Fire & Knives. Sein Album None Shall Pass erschien 2007.
Im Jahr 2017 veröffentlichte Aesop Rock seinen ersten Film-Score für den Action-Thriller Bushwick mit Dave Bautista in der Hauptrolle.
Die Texte von Aesop Rock zeichnen sich durch eine besonders hohe Vielfalt an verwendeten Vokabeln aus.
Aesop Rock ist Mitglied der Hip-Hop-Gruppen Hail Mary Mallon (zusammen mit Rob Sonic und DJ Big Wiz), The Weathermen (etwa zusammen mit Cage, El-P und Tame1), The Uncluded (zusammen mit Kimya Dawson), sowie Malibu Ken (zusammen mit TOBACCO).

## Diskografie

### Alben
| Jahr | Titel                              | Höchstplatzierung, Gesamtwochen, AuszeichnungChartsChartplatzierungen (Jahr, Titel, Platzierungen, Wochen, Auszeichnungen, Anmerkungen) | Anmerkungen                                                                  |
| Jahr | Titel                              | US | Anmerkungen                                                                  |
| ---- | ---------------------------------- | --- | ---------------------------------------------------------------------------- |
| 2003 | Bazooka Tooth                      | US112 (1 Wo.)US |                                                                              |
| 2005 | Fast Cars, Danger, Fire and Knives | US190 (1 Wo.)US |                                                                              |
| 2007 | None Shall Pass                    | US50 (4 Wo.)US | Erstveröffentlichung: 31. August 2007                                        |
| 2009 | Felt 3: A Tribute to Rosie Perez   | US131 (1 Wo.)US | Slug & Murs mit Aesop Rock                                                   |
| 2012 | Skelethon                          | US21 (2 Wo.)US | Erstveröffentlichung: 10. Juli 2012                                          |
| 2016 | The Impossible Kid                 | US30 (2 Wo.)US | Erstveröffentlichung: 29. April 2016                                         |
| 2019 | Malibu Ken                         | US176 (1 Wo.)US | Erstveröffentlichung: 18. Januar 2019 Aesop Rock und Tabacco sind Malibu Ken |
| 2020 | Spirit World Field Guide           | US54 (1 Wo.)US | Erstveröffentlichung: 13. November 2020                                      |
| 2023 | Integrated Tech Solutions          | US169 (1 Wo.)US | Erstveröffentlichung: 10. November 2023                                      |
| 2025 | Black Hole Superette               | US171 (1 Wo.)US | Erstveröffentlichung: 30. Mai 2025                                           |

### Soloalben
- 1997: Music for Earthworms
- 2000: Float (Mush Records)
- 2001: Labor Days (Definitive Jux)
- 2003: Bazooka Tooth (Definitive Jux)
- 2007: None Shall Pass (Definitive Jux)
- 2012: Skelethon (Rhymesayers Entertainment)
- 2016: The Impossible Kid (Rhymesayers Entertainment)
- 2020: Spirit World Field Guide (Rhymesayers Entertainment)

### EPs
- 1999: Appleseed
- 2002: Daylight EP (Definitive Jux)
- 2005: Fast Cars, Danger, Fire and Knives (Definitive Jux)

### Mixtapes, Remix-Alben und Instrumentals
- 2003: Build Your Own Bazooka Tooth (Definitive Jux)
- 2005: B-Sites & Rarities Vol. 1: 1999–2003
- 2006: B-Sites & Rarities Vol. 2: 2003–2006
- 2007: All Day: Nike+ Original Run (Continuous Mix) (Mix-Album in Zusammenarbeit mit Nike)
- 2007: None Shall Pass – Instrumentals and Accapellas (Definitive Jux)
- 2009: B-Sites & Rarities Vol. 3: 2006–2009
- 2014: The Blob (Rhymesayers Entertainment)[4]

### Hail Mary Mallon
- 2011: Are You Gonna Eat That? (Rhymesayers Entertainment)
- 2014: Beastiary (Rhymesayers Entertainment)

### The Uncluded
- 2013: Hokey Fright (Rhymesayers Entertainment)

### Singles
- 2001: Coma / Maintenance (12″; Definitive Jux)
- 2001: Boombox / Kill ‘Em All Remix / Labor (12″; Definitive Jux)
- 2001: Daylight / Night Light / Nickle Plated Pockets (12″; Definitive Jux)
- 2003: Limelighters (12″; Definitive Jux)
- 2003: Freeze / Greatest Pac-Man Victory In History (12”; Definitive Jux)
- 2003: Easy / No Jumper Cables (12”; Definitive Jux)
- 2004: All in All (Definitive Jux)
- 2007: None Shall Pass / Puff Tuff (7”; Definitive Jux)
- 2007: Coffee (CD; Definitive Jux)
- 2012: Zero Dark Thirty (Rhymesayers Entertainment)
- 2012: ZZZ Top (Rhymesayers Entertainment)
- 2012: Cycles to Gehenna (Rhymesayers Entertainment)

### Mit anderen Künstlern
- 2000: Put Your Quarter Up (Molemen feat. MF Doom, Slug, Aesop Rock auf Ritual of the...) (Fat Beats)
- 2001: Blacklist (Prefuse 73 feat. MF Doom, Aesop Rock auf Vocal Studies + Uprock Narratives) (Warp Records)
- 2002: Delorian (El-P feat. Aesop Rock, Ill Bill auf Fantastic Damage) (Definitive Jux)
- 2002: Innercity Hustle (Aesop Rock & L.I.F.E. Long auf The Bedford Files, Archives A/B (Compilation)) (Embedded)
- 2002: Success (Mr. Lif feat. Aesop Rock auf I Phantom) (Definitive Jux)
- 2002: Flesh (Remix) (Atmosphere feat. Aesop Rock, I Self Divine, Musab auf Godlovesugly / Flesh (Remix) / Bleed Slow (12”)) (Rhymesayers Entertainment)
- 2003: Final Frontier (Remix) (RJD2 feat. Aesop Rock, MURS, Blueprint, Vast Aire auf The Horror (EP)) (Definitive Jux)
- 2003: Happy Pills (MURS feat. Aesop Rock auf The End of the Beginning...) (Definitive Jux)
- 2003: Love to Fu*k (S.A. Smash feat. Aesop Rock auf Smashy Trashy) (Definitive Jux)
- 2003: Shut Down (Push Button Objects feat. Aesop Rock auf Ghetto Blaster) (Chocolate Industries)
- 2004: Posse Slash (Vast Aire feat. Aesop Rock, Breez Evahflowin’, Poison Pen, Karniege auf Look Mom... No Hands) (Chocolate Industries)
- 2004: Crooked (Evil Nine feat. Aesop Rock auf You Can Be Special Too) (Marine Parade)
- 2004: Kill Switch (DJ Krush feat. Aesop Rock auf Jaku) (Columbia Records, RED Ink Records)
- 2005: Preservation (Aesop Rock & Del Tha Funky Homosapien auf Wu-Tang Meets the Indie Culture) (Think Differently Music)
- 2008: Dirt (Tobacco feat. Aesop Rock auf Fucked Up Friends) (Anticon)
- 2009: Felt 3: A Tribute to Rosie Perez (Felt (Murs und Slug), Aesop Rock produzierte das gesamte Album) (Rhymesayers Entertainment)
- 2014: Tom Shall Pass (als Aesop Waits, Mash-Up mit Songs von Tom Waits)
- 2019: Malibu Ken (Aesop Rock and Tabacco are Malibu Ken)